# Билык, Анатолий Петрович
Анатолий Петрович Билык (20 ноября 1928, Крамарка, Днепропетровский округ — 6 июля 2015, Караганда) — советский и казахстанский скульптор, заслуженный деятель искусств Казахской ССР.

## Биография
В 1943 году умер отец, а Анатолий стал сыном полка 195-й Новомосковской стрелковой дивизии.
В 1950 году — окончил Днепропетровское художественное училище.
С 1950 по 1956 годы — скульптор товарищества «Художник» (Днепропетровск, Украина).
В 1956 году — приехал в Караганду, где жил и трудился всю жизнь.
С 1972 по 1976 годы — председатель правления Карагандинской организации Союза художников Казахской ССР.
С 1976 по 1987 годы — член правления Карагандинской организации Союза художников Казахской ССР.
С 1982 по 1987 годы — член правления Союза художников Казахской ССР, Художественного фонда Казахской ССР
С 1992 по 2009 годы — художник Карагандинской областной организации Союза художников РК.

## Профессиональная деятельность

Памятник К. С. Станиславскому в Караганде (Казахстан)

Автор более 20 произведений монументального искусства:
- работы, установленные в Караганде: монумент «Шахтерская слава»; памятники Герою Советского Союза Н. А. Абдирову (совместно с Ю. Гуммелем); академику Е. А. Букетову; К. С. Станиславскому; академику, Герою Социалистического Труда А. С. Сагинову, художнику Генриху Фогелеру.
- работы, установленные в Темиртау: монумент «Металлурги».

Также работы установлены в Астане и других городах Казахстана.

### Персональные выставки
- 1978 год — выставка, посвященная 50-летию со дня рождения. Караганда, Казахстан
- 1988 год — выставка, посвященная 60-летию со дня рождения. Караганда, Казахстан
- 1998 год — выставка, посвященная 70-летию со дня рождения. Караганда, Казахстан
- 2003 год — выставка, посвященная 75-летию со дня рождения. Караганда, Казахстан
- 2008 год — выставка, посвященная 80-летию со дня рождения. Караганда, Казахстан

Член Союза художников РК (1962).
Академик Академии художеств Республики Казахстан (2006).

## Семья[1]
Жена — Людмила Николаевна, брак в 1949 году.
Сыновья — Виталий, скульптор (1949—2013); Александр.

## Награды
- Медаль «В ознаменование 100-летия со дня рождения Владимира Ильича Ленина» (1970)
- Медаль «Ветеран труда» (1986)
- Орден Достык II степени (2004)[2].
- Заслуженный деятель искусств Казахской ССР (1990)
- Почётный гражданин Караганды (1999) — за большой вклад в развитие изобразительного искусства города Караганды и городов Казахстана